# Spilosmylus interlineatus
Spilosmylus interlineatus är en insektsart som först beskrevs av Robert McLachlan 1870.
Spilosmylus interlineatus ingår i släktet Spilosmylus och familjen vattenrovsländor. Inga underarter finns listade i Catalogue of Life.